# Фуралёва, Нина Ивановна
Ни́на Ива́новна Фуралёва (род. 16 марта 1936, Мытищи, Московская область) — советская и российская балерина и преподаватель. Заслуженная артистка РСФСР (1976).

## Биография
Родилась 16 марта 1936 года в Мытищах. Отец Н. И. Фуралёвой был инвалидом, мать во время Великой Отечественной войны шила чехлы из брезента для военной техники.
В 1955 году окончила Московское хореографическое училище.
17 октября 1955 года приехала в Новосибирск. Нина Фуралёва рассказывала, что сюда её привлекли рассказом об огромной сцене нового театра, и что фраза «Ты со своим ростом будешь смотреться там изумительно» окончательно определила её судьбу.
В 1955—1983 годах являлась ведущей балериной Новосибирского театра оперы и балета (НГАТОиБ). В репертуаре характерные и классические партии: Сан Шенму («Драгоценный фонарь лотоса»), Девушка («Ленинградская поэма»), Тереза («Пламя Парижа»), Тереза («Привал кавалерии»), фея Карабос («Спящая красавица»), Колдунья («Сильфида»), Солистка («Болеро»), Молодая цыганка («Каменный цветок»), Пастора («Испанские миниатюры») и другие.
С 1960 по 1962 год, с 1970 по 2007 год Нина Фуралёва была преподавателем Новосибирского хореографического училища (колледжа). По заявлению самой Фуралёвой, педагогическая деятельность началась спонтанно — её просто выбрали на роль учителя и она согласилась. Она стала первым педагогом в училище, которая взялась преподавать детям народно-сценический танец, учиться методике было негде и не у кого, и к результатам необходимо было бы прийти методом проб и ошибок.
В 1980 году окончила балетмейстерский факультет ГИТИС.
С первого школьного выпуска Нины Фуралёвой балетная труппа НГАТОиБ получила народную артистку России Татьяну Кладничкину, а спустя много лет, например, молодую пару в лице Максима Гришенкова и Елены Лыткиной.
С 1983 года была педагогом-репетитором балетной труппы Новосибирского театра оперы и балета.
в 2010 году удостоена Благодарности министерства культуры Российской Федерации.

## Личная жизнь
На пенсии любит заниматься садово-огородными делами на своей даче, вяжет кофты и костюмы. Сын Н. И. Фуралёвой получил образование экономиста, хотя в детстве мечтал поступить в Московское хореографическое училище.